# Mixco
Mixco är en kommunhuvudort i Guatemala.   Den ligger i departementet Guatemala, i den centrala delen av landet, 10 km väster om huvudstaden Guatemala City. Mixco ligger 1 714 meter över havet och antalet invånare är 473 080.
Terrängen runt Mixco är kuperad åt nordväst, men åt sydost är den platt. Terrängen runt Mixco sluttar brant österut. Runt Mixco är det mycket tätbefolkat, med 4 503 invånare per kvadratkilometer. Närmaste större samhälle är Guatemala City, 10,0 km öster om Mixco. Runt Mixco är det i huvudsak tätbebyggt.